# Ozma Wars
Ozma Wars est un shoot them up sorti sur borne d'arcade en 1979 (sur le système 68000 Based). C'est le premier jeu développé par Shin Nihon Kikaku,.

## Système de jeu
Le joueur contrôle un vaisseau spatial dont le but est de détruire un maximum d'OVNI, de météorites et de comètes apparaissant en haut de l'écran, avant que sa réserve d'énergie ne soit réduite à néant. Ozma Wars est d'ailleurs le premier jeu à introduire la barre de vie, devenue incontournable, dans un jeu vidéo.